# L'Ombre du serpent
L'Ombre du serpent (titre original : The Serpent's Shadow) est  un roman de fantasy écrit par Rick Riordan et paru en langue originale le 2 mai 2012 puis traduit et publié en France le 2 septembre 2013. Il s'agit du troisième tome de la série Les Chroniques de Kane.

## Résumé
Le dieu du chaos, Apophis, n'est plus dans sa prison. Il veut créer la fin du monde en avalant Rê, le dieu du soleil. Carter et Sadie Kane doivent empêcher cela. Le dernier papyrus L'art de vaincre Apophis sera peut-être brulé. Il l'a été par toutes les autres attaques comme celle à Toronto, à Mexico etc.
Carter sait où se passera la prochaine attaque. Il y va en compagnie de son groupe du Nome Cinquante et l'équipe des magiciens qui s'y trouvent. Apophis n'épargnera personne.